# SALLA
『SALLA』(サラー)は、1993年11月21日にテイチクレコードからリリースされたVoThMの1枚目のシングルである。

## 解説
- VoThMがメジャーデビューして発売したシングル。

## 収録曲
| #  | タイトル                                | 作詞     | 作曲     | 時間 |
| -- | --------------------------------------- | -------- | -------- | ---- |
| 1. | 「SALLA」(サラー)                       | 渡辺英樹 | 丸山正剛 | 3:16 |
| 2. | 「『A』からはじまる」                   | 渡辺英樹 | 丸山正剛 | 4:27 |
| 3. | 「SALLA (インスト)」(サラー (インスト)) | 渡辺英樹 | 丸山正剛 | 3:16 |

## 曲解説
1. SALLA
テレビ朝日系「ドッペルゲンガー」エンディングテーマ
2. 『A』からはじまる
2020年の【ヒデキカンレキ】でも歌われた。
3. SALLA (インスト)
ボーカル部分がギターに置き換わっている。